# Nunuk Ragang
Koordinaten: 5° 42′ 50,6″ N, 116° 51′ 18,5″ O

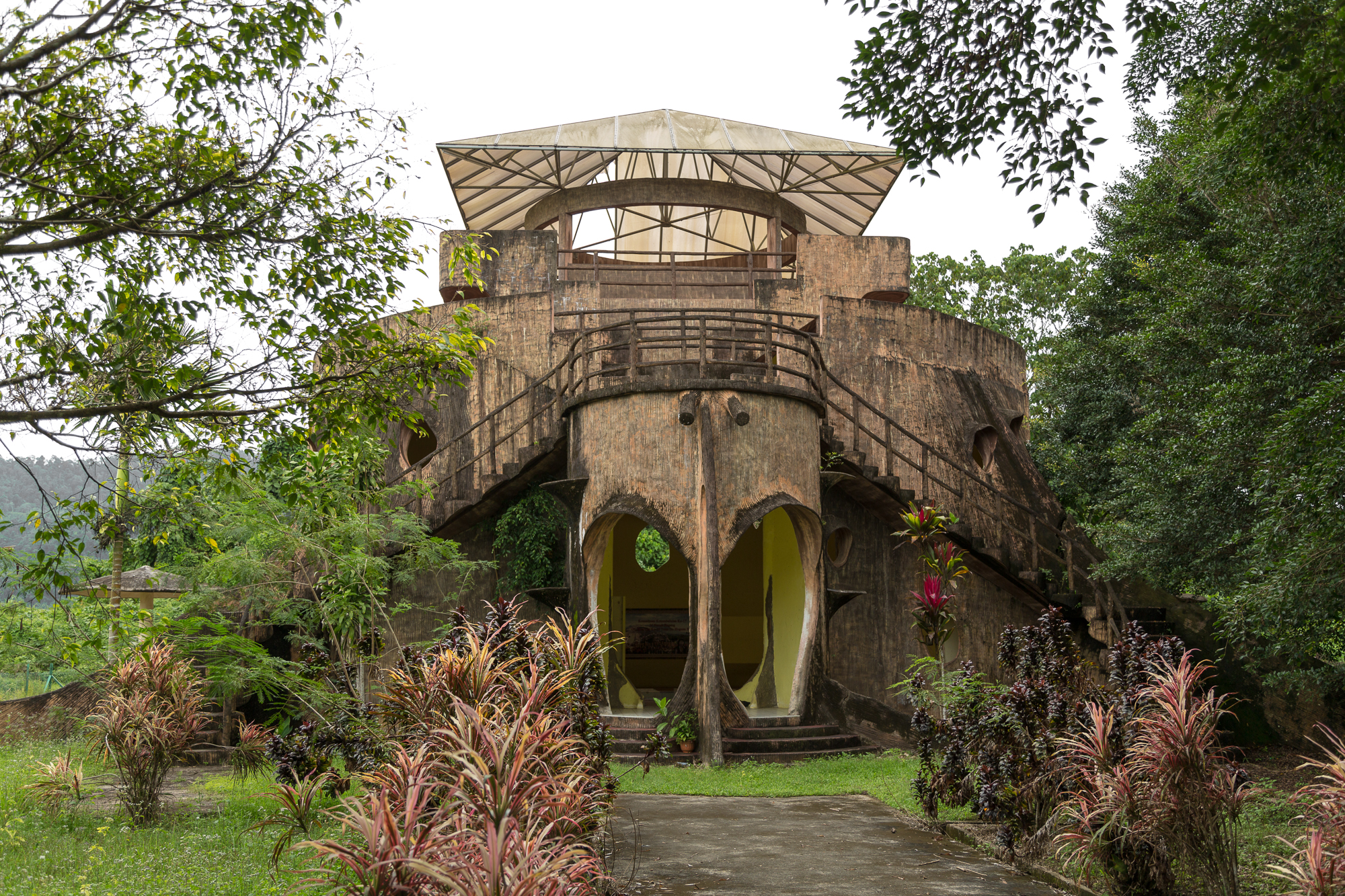
Eingang zum Tugu Nunuk Ragang

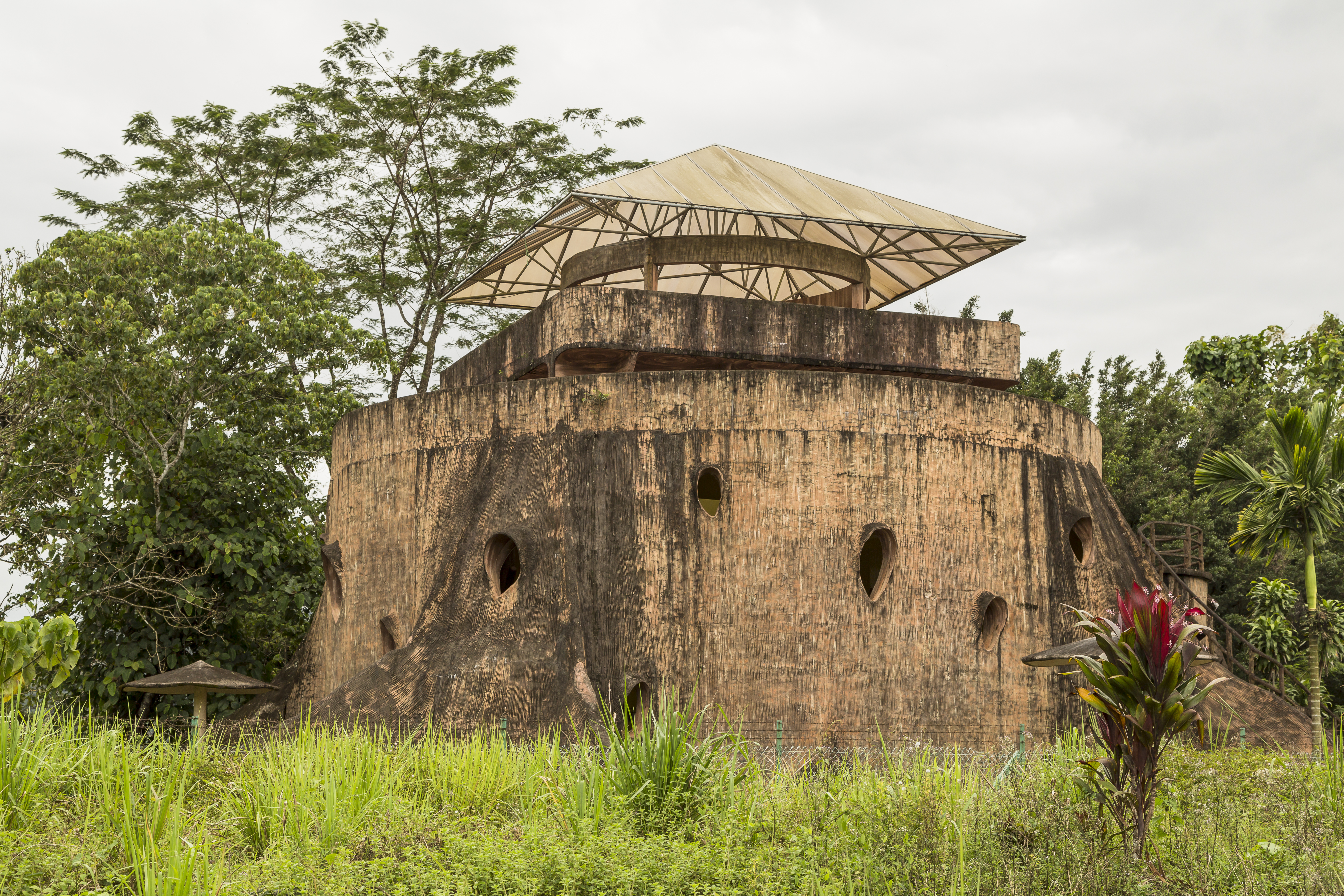
Die Gedenkstätte von der Straße aus gesehen

Nunuk Ragang bezeichnet einen im kulturellen Verständnis der Kadazandusun bedeutsamen Ort im Südosten des Distrikts Ranau im malaysischen Bundesstaat Sabah. Die Kulturgemeinschaft der Kadazandusun (KDCA) nutzt den Ort als Gedenkstätte und zur Durchführung der Ernennung ihres obersten Führers, dem Huguon Siou.

## Überlieferung
Der Nunuk Ragang ist ein legendärer roter Banyan-Baum der der Überlieferung nach am Zusammenfluss des Sungai Kegibangan in den Sungai Liwagu nahe dem Dorf Tampias im Südosten des Distrikts Ranau im malaysischen Bundesstaat Sabah wuchs. Das Wort Nunuk ist ein Wort der Dusun für den Banyan-Baum und Ragang ist eine Verkürzung von "aragang", dem Dusun-Wort für die Farbe Rot. Unter dem riesigen Banyan-Baum wurde einstmals das Dorf Nunuk Ragang gegründet. Die Überlieferung der Dusun sieht dieses Dorf und seine Umgebung als die ursprüngliche Siedlungsstätte der in Borneo heimischen Ethnie der Dusun.

## Gedenkstätte
Seit 1996 führte die Kadazan-Dusun Cultural Association (KDCA), jährliche Pilgerfahrten nach Nunuk Ragang durch, die gegebenenfalls zeitlich mit der Ernennung ihres obersten Führers, dem Huguon Siou, zusammenfallen. 2004 errichtete die Kulturgemeinschaft der Kadazandusun eine Gedenkstätte an dem Platz, an dem ihrer Ansicht nach das ursprüngliche Dorf gestanden hatte. Die Nunuk-Ragang-Gedenkstätte (Tugu Nunuk Ragang) hat die Form eines großen Feigenbaums der im Kontrast zu den umliegenden Palmölplantagen steht.